# Myrmarachne biseratensis
Myrmarachne biseratensis este o specie de păianjeni din genul Myrmarachne, familia Salticidae, descrisă de Banks, 1918. Conform Catalogue of Life specia Myrmarachne biseratensis nu are subspecii cunoscute.